# ريتيا
ريتيا (بالبلغارية: Ритя)‏ قرية تقع إدارياً ضمن مقاطعة غابروفو في بلغاريا. ويبلغ عدد سكانها 4 نسمة حسب تعداد 15 مارس 2015. تعتمد ريتيا للبريد على الرمز البريدي 5370.